# USA:s Grand Prix 2007
USA:s Grand Prix 2007 var det sjunde av 17 lopp ingående i formel 1-VM 2007.

## Rapport
Robert Kubica, som kraschade svårt i Kanada, vilade och ersattes av tysken Sebastian Vettel i BMW. I första startraden stod Lewis Hamilton och Fernando Alonso i McLaren och bakom dem Felipe Massa och Kimi Räikkönen i Ferrari. Det var tredje loppet i rad med två McLaren i första raden. Debutanten Vettel kvalade in på sjunde plats bakom sin stallkamrat Nick Heidfeld och Heikki Kovalainen i Renault. Loppet blev en ny uppvisning av nykomlingen Hamilton som höll undan från sin attackerande stallkamrat Alonso under hela loppet. De båda var drygt tio sekunder före trean Massa i mål. Vettel kom åtta och tog därmed poäng i sitt debutlopp och blev också den genom tiderna yngste föraren att ta F1-poäng.

## Resultat

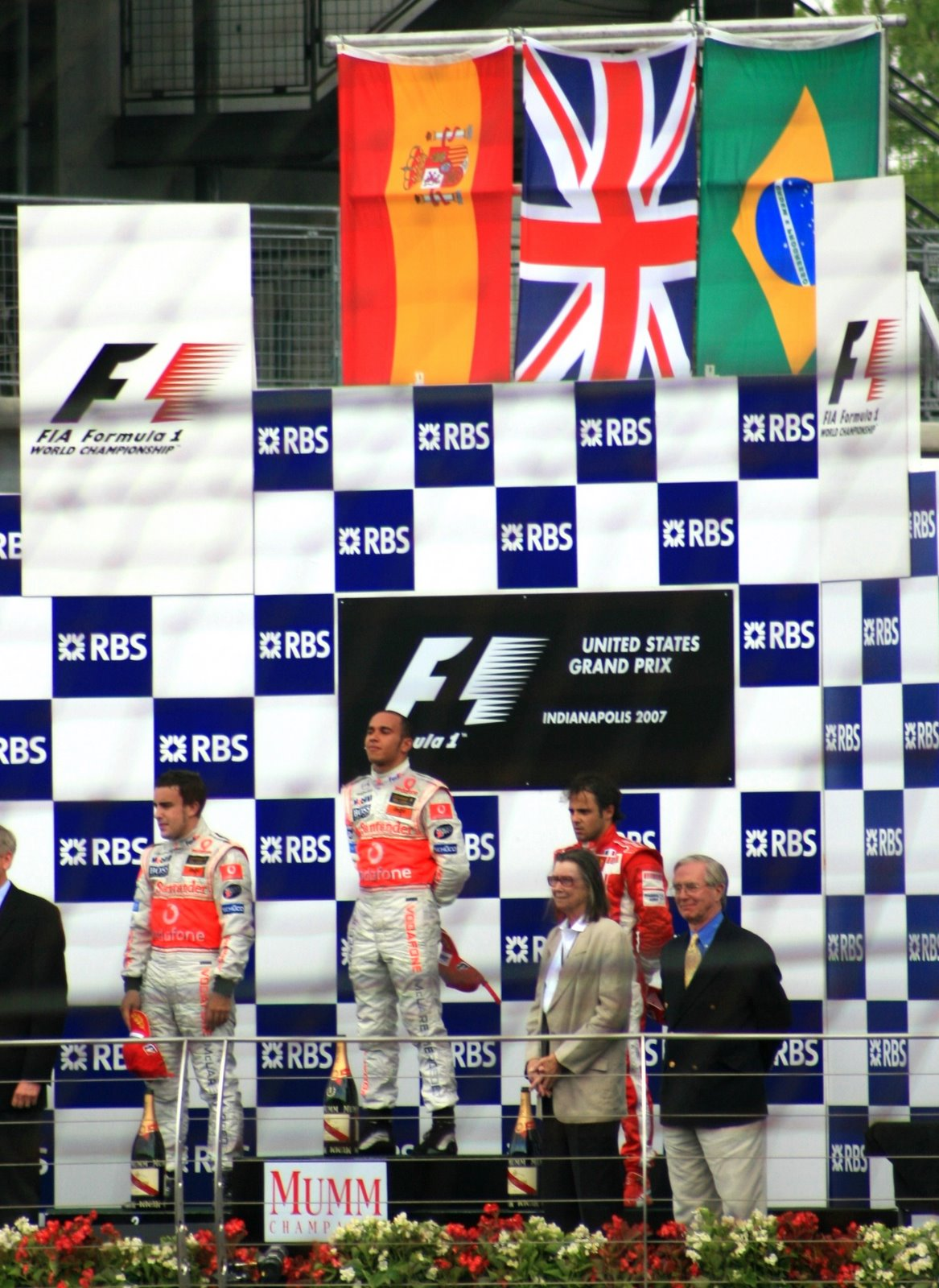
Prispallen i USA 2007

1. Lewis Hamilton, McLaren-Mercedes, 10 poäng
2. Fernando Alonso, McLaren-Mercedes, 8
3. Felipe Massa, Ferrari, 6
4. Kimi Räikkönen, Ferrari, 5
5. Heikki Kovalainen, Renault, 4
6. Jarno Trulli, Toyota, 3
7. Mark Webber, Red Bull-Renault, 2
8. Sebastian Vettel, BMW, 1
9. Giancarlo Fisichella, Renault
10. Alexander Wurz, Williams-Toyota
11. Anthony Davidson, Super Aguri-Honda
12. Jenson Button, Honda
13. Scott Speed, Toro Rosso-Ferrari
14. Adrian Sutil, Spyker-Ferrari
15. Christijan Albers, Spyker-Ferrari
16. Nico Rosberg, Williams-Toyota (varv 68, motor)
17. Vitantonio Liuzzi, Toro Rosso-Ferrari (68, vattentryck)

### Förare som bröt loppet
- Nick Heidfeld, BMW (varv 55, hydraulik)
- Takuma Sato, Super Aguri-Honda (13, snurrade av)
- David Coulthard, Red Bull-Renault (0, olycksskada)
- Rubens Barrichello, Honda (0, olycksskada)
- Ralf Schumacher, Toyota (0, olycka)